# ГЕС Đăk Đrinh
ГЕС Đăk Đrinh – гідроелектростанція у центральній частині В’єтнаму. Використовує ресурс із річки Đăk Đrinh, правої притоки Рін (лівий витік Tra Khuc, яка впадає до Південно-Китайського моря біля міста Куангнгай.
У межах проекту річку перекрили греблею із ущільненого котком бетону висотою 94 метри та довжиною 360 метрів. Вона утримує водосховище з площею поверхні від 2,83 км2 до 9,12 км2 та об'ємом 249,3 млн м3 (корисний об’єм 205,3 млн м3), в якому припустиме коливання рівня поверхні у операційному режимі між позначками 374 та 410 метрів НРМ (у випадку повені останній показник може зростати до 412 метрів НРМ).
Зі сховища через правобережний масив прокладено дериваційний тунель довжиною 10,2 км з діаметром 3,9 метра. Після запобіжного балансувального резервуару баштового типу ресурс потрапляє у напірний водовід до розташованого за 1 км наземного машинного залу.
Основне обладнання станції становлять дві турбіни типу Френсіс загальною потужністю 125 МВт, які при напорі від 269 до 331 метра (номінальний напір 302 метри) забезпечують виробництво 521 млн кВт-год електроенергії на рік.
Відпрацьована вода повертається у річку по відвідному каналу довжиною 0,15 км.
Видача продукції відбувається по ЛЕП, розрахованій на роботу під напугою 110 кВ.